# 新宿カウボーイ
新宿カウボーイ（しんじゅくカウボーイ）とは、漫才協会および落語芸術協会に所属する日本のお笑いコンビ。

## メンバー
- 石沢 勤（いしざわ つとむ、1980年6月9日（44歳） - ） 新潟県西蒲原郡巻町（現新潟市西蒲区）出身、身長169cm、体重48kg、血液型A型。痩せっぽっちの貧乏ヒゲ。

立ち位置は左でツッコミ担当。ネタ作りの際は話の流れを作っている。
過去に野崎修三朗（元・どてちんレンジャー）と「やまうば」というコンビで活動していた。
土屋伸之（ナイツ）に間違えられ、密着取材を受けたことがある。逆に土屋が石沢と間違えられて取材を受けたこともあるという。
以前から普通の職業には就きたくないと思っており、やるならミュージシャンかお笑い芸人のどちらかだと思っていた。東京アナウンス学院に入学し、お笑い芸人になった。
2014年12月31日放送の『くりぃむVS林修!年越しクイズサバイバー』（テレビ朝日）において良い活躍をし、この番組内で『クイズ王』と呼ばれた。
- かねきよ 勝則（かねきよ かつのり、本名：金清 勝則（読み同じ）、1978年3月18日（46歳） - ） 北海道旭川市出身、身長187cm、体重105kg、血液型B型、言葉狩り。通称「わけのわからない巨人」

立ち位置は右でボケ担当。ネタ作りでは石沢が作った話の流れにボケを作っている。
当初はきびのだんごに弟子入り希望だったが、だんごの紹介でなんばグランド花月の進行係となり、それがきっかけで島田洋七の元付き人となり、はぜき信一（現・乾き亭げそ太郎）と「いちばんのり!」というコンビで活動していた。
祖母と2人で東京に3年間同居していた。
赤いスーツと頭髪の薄さが特徴。キャプテン渡辺は同期に当たる。
岡部大（ハナコ）に似ているとたまに言われる。
実家は寿司屋で長らく両親が営んでいたが、現在は全く関係のない人が寿司屋を営んでいる。
相方の石沢曰く店長が変わってから食べログ評価が上がったらしい。
デンジャラス安田に「話が長いくせにつまらない」と怒られることがよくある。

## 来歴
- コンビ名には東京の地名を付けたいと思っていたことから、結成当時よく新宿にて2人で会い、練習したりしていたのでこのコンビ名とした。かねきよは結成当時東京都小平市に住んでいたので『小平カウボーイ』にしようかと思っていたが、あまりにもローカルだということで止めている[3]。カウボーイは、表向きには「カウボーイのように縄で笑いを取る」としているが、2人揃って憧れである爆笑問題の人気ラジオ番組「爆笑問題カーボーイ」より頂いたという[1]。
- 2012年3月に漫才協会入会。
- THE MANZAI2012にて認定漫才師50組に選出される[7]。
- 仲のいい芸人にやさしい雨がいる。
- 漫才協会では、母心、コンパス、カントリーズ、オキシジェンとともに「若手五つ星」として推し出していく方針を2016年の漫才大会で発表した[8]。2019年からは母心、オキシジェンとの3組で、ユニット「浅草ニューウェーブ」として活動[9]。
- 太田プロダクションに所属していたが2020年5月に退社し、フリーとなった[10]。
- 2023年4月1日付で落語芸術協会に入会した。これまでたびたび芸協の定席興行に客演していた[11]。

## 賞レース成績
- 漫才新人大賞2008、2011：決勝大会進出
- M-1グランプリ2009、2010、2015、2016、2019、2021：3回戦進出[12]
- M-1グランプリ2017、2018、2020：2回戦進出[12]
- THE MANZAI2012：認定漫才師

## 芸風
- 主に漫才を行う。かねきよがギャグや駄洒落を織り交ぜ、最初に「はじめまして、こんばんわんこそばっ！」[13]と挨拶し（石沢が「マイナスからのスタートです」と言う）、時折かねきよが自身のコンビ名をわざと言い間違えるボケもある。（例：かもめんたる、クマムシ、レイザーラモンなど）ネタの最後にかねきよが「ごめんなサイコロ転がしたら出た目が○」などと言う。○に入る数字は1〜6でその日のネタの出来を表している[7]。また「あるかないか」のネタを振られた時にかねきよが両手を握って「こっちが“ある”としましょう、こっちが“ない”としましょう。ある、ない、ある、ない、…ピーピピピピ、ピー」と言って握った手を生かしての一発ギャグを発することも定番となっている。
- 今の漫才になったきっかけはかねきよの親戚が駄洒落を言ってるのを見て、自分が出来ることを思い切りやればこっちも楽しいと感じたため[14]。
- 以前はかねきよがおじさんキャラに扮したコントをやることが多く、登場のときに「どうも、中野区新井薬師から来た北千住練馬です。名前がややこしい、テイテイ」と挨拶するネタをしていた。
- かねきよのおでこに缶をくっつけその中身をコップに注ぎながら鼻で笛を吹く芸を持つ[15]。他に鼻の穴に5円玉を入れて鼻水で5円玉が酸化するまで待ち続け、5円玉を錆びの塊にしてしまう芸などがある。

## 出演番組

### テレビ
- 爆笑レッドシアター（フジテレビ）- ホワイトシアターに出演。
- お笑い図鑑 ハマヌキ（tvk）
- 神さまぁ〜ず（TBS）- 石沢のみ
- エンタの神様（日本テレビ） - キャッチコピーは「トウ部の荒くれ者」
- ダウンタウンのガキの使いやあらへんで!!（日本テレビ）- かねきよのみ『ハイテンションザベストテン』に出演。2014年1月26日は『山-1グランプリ』に出演。
- アイドルの穴（日本テレビ）
- 笑う妖精（テレビ朝日）
- ゲームレコードGP（MONDO21）
- オモバカトライアウト（フジテレビ）
- 爆笑レッドカーペット（フジテレビ） - キャッチコピーは「キモかわいくない芸人 参上」
- 新春鶴瓶大新年会（フジテレビ）- かねきよのみ
- 初詣!爆笑ヒットパレード2010（フジテレビ）
- キャくれ家（ABC、2010年9月10日）
- 叱るJr.（ABC）- かねきよのみ
- お説教アイドル 叱るGENJI（ABC）- かねきよのみ
- 初詣!爆笑ヒットパレード2011（フジテレビ）
- 有吉AKB共和国（TBS）
- 新世紀ネタキング決定戦（TOKYO MX、2011年2月3日放送）
- オンバト+ （NHK総合）戦績1勝0敗 最高425KB
- マバタキー（フジテレビ、2012年12月31日、2013年3月27日）
- 新春レッドカーペット（フジテレビ、2013年1月1日）
- 激論!どっちマニア（テレビ朝日、2013年3月30日）
- グリグリくりぃむ（テレビ朝日、2013年4月1日）
- Shibuya Deep A（NHK総合）「お笑いムチャぶりバトル！」2013年4月24日
- 有吉編集長のマル得テレビマガジン〜お台場いくなら”今でしょー！”〜（フジテレビ、2013年4月27日）
- 女神のマルシェ（日本テレビ、2013年5月17日）
- 笑点（日本テレビ、2013年5月19日、2022年8月21日）
- ハマ3（フジテレビ、2013年7月1日 - 4日）
- 東京☆漫才コレクション （テレビ東京、2013年7月6日、2014年8月2日、8月10日）
- おはスタ（テレビ東京）- 2013年9月30日、かねきよのみ『ひなこ姫を起こせ!』に出演）、2014年7月25日
- 家計応援バラエティー〜省エネ診断ショー（RKB毎日放送、2013年10月6日）
- 笑神様は突然に…（日本テレビ、2013年10月11日）
- 年忘れ漫才競演 2013（NHK総合、2013年12月23日）
- 新春!お笑い名人寄席（テレビ東京、2014年1月2日）
- ひろいきの（フジテレビ、2014年2月3日、2月10日、6月16日、6月30日、7月7日）
- 欽ちゃん&香取慎吾の全日本仮装大賞（日本テレビ、2014年2月11日）
- トーカ堂 ときめきサンデー（TOKYO MX、2014年3月2日、6月8日、11月9日）
- ギリギリくりぃむ企画工場（テレビ朝日、2014年3月3日）
- 浅草!お笑い名人寄席（テレビ東京、2014年3月5日 、3月7日）
- ニノさん（日本テレビ、2014年6月8日、15日）
- 痛快!明石家電視台（毎日放送、2014年6月16日）
- とんねるずのみなさんのおかげでした（フジテレビ、2014年6月19日、10月23日）
- 中居正広のミになる図書館（テレビ朝日、2014年6月23日 - 24日）
- TOKYOラッシュアワー（フジテレビ、2014年6月26日）
- パチFUN!（長野放送、2014年7月2日、7月16日）
- 『ぷっ』すま（テレビ朝日、2014年7月4日）
- アッコにおまかせ!（TBS、2014年7月6日）
- たけしの等々力ベース（BSフジ、2014年7月10日、7月17日、7月24日）
- うつけもん（フジテレビ、2014年7月16日、7月23日、8月10日、8月27日、9月17日）
- 竹山ロックンロール（テレビ埼玉、他、2014年7月19日、7月26日、8月9日、9月6日、9月20日、10月4日、10月25日）
- 土曜はこれダネッ!（長野放送、2014年7月26日）
- 有吉ジャポン（TBS、2014年8月15日）
- ナカイの窓（日本テレビ、2014年8月13日）
- ヒットの秘密（テレビ東京、2014年9月7日）
- スマイルこれダネッ！長野・新潟ゴージャス旅！芸能界最大派閥・竜兵会が行く！（長野放送・新潟総合テレビ、2014年10月24日）
- ZIP!（日本テレビ）「笑いの単語チョウ」「1分動画笑」キャッチコピーは「大草原の小さなギャグ」
- お願い!ランキング（テレビ朝日）「気になるお店の気になるお客」コーナー（石沢のみ）
- くりぃむVS林修!年越しクイズサバイバー（テレビ朝日、2014年12月31日）
- 新春ZIP!4時間生バトル〜豪華お年玉をゲットせよ〜（日本テレビ、2015年1月1日）
- 爆笑ヒットパレード2015（フジテレビ、2015年1月1日）
- ウンナン極限ネタバトル ザ・イロモネア第一次予選会（TBS、2015年1月1日）
- 新春!お笑い名人寄席（テレビ東京、2015年1月2日）
- ウンナン極限ネタバトル！ゴールドラッシュ〜イロモネアへの道〜（TBS、2015年1月2日）
- 有吉ベース（フジテレビone、2016年2月22日）
- スマイルスタジアムNST（新潟総合テレビ、2016年8月6日）
- 柏まつり特番（千葉テレビ放送、2016年8月14日）
- わらたまドッカ〜ン（NHK教育、2017年11月6日）
- オールスター後夜祭（2018年4月1日、2018年10月7日[16]、2019年4月7日[17]、TBS）
- 志村けんのだいじょうぶだぁ(2019年2月27日、フジテレビ)

#### ドラマ
- 霊能力者 小田霧響子の嘘（テレビ朝日ドラマ2010年、かねきよレギュラー出演、石沢第8話出演）
- 華麗なる一族（TBSドラマ2007年、かねきよのみ準レギュラー出演）
- 孤独の歌声（WOWOW・ドラマW）

### ラジオ
- 柳原可奈子のワンダフルナイト（ニッポン放送）
- 有吉弘行のSUNDAY NIGHT DREAMER（JFN）
- 夕やけ寺ちゃん 活動中（文化放送）
- キックス（山梨放送）- 「銀座8丁目しゃべくり劇場」コーナー
- ねづっちの仲見世ボンバー（北陸放送、他）
- しゃべくり一直線（NHKラジオ第1、2013年5月6日）
- 熱いぜ!しゃべくり一直線（NHKラジオ第1、2014年8月22日）
- 大竹まこと ゴールデンラジオ!（文化放送、2014年8月21日）- 「大竹メインディッシュ」コーナー
- オールナイトニッポンR 決戦!お笑い有楽城（ニッポン放送、2014年10月4日）
- オールナイトニッポンGOLD 初笑いSP（ニッポン放送、2015年1月1日）
- 爆笑問題の日曜サンデー（TBSラジオ、2015年9月27日）